# Minibiotus aculeatus
Minibiotus aculeatus är en djurart som tillhör fylumet trögkrypare, och som först beskrevs av Murray 1910.  Minibiotus aculeatus ingår i släktet Minibiotus och familjen Macrobiotidae. Inga underarter finns listade i Catalogue of Life.